# Karla Carrillo
Karla María Carrillo Gonzlez (sinh ngày 24 tháng 1 năm 1988) là một hoa hậu người México đến từ bang Jalisco. Cô là Hoa hậu Hoàn vũ Mexico 2008.

## Hoa hậu Mexico 2008
Karla Carrilo đại diện cho bang Jalisco tham dự Hoa hậu Mexico 2008. Ở đó cô đã xuất sắc giành ngôi hoa hậu và sẽ đại diện cho quốc gia của mình tham dự cuộc thi Hoa hậu Hoàn vũ 2009 diễn ra ở Bahamas vào tháng 8 năm sau.

## Hoa hậu Hoàn vũ 2009
Carrillo đại diện cho México tham dự Hoa hậu Hoàn vũ 2009 diễn ra ở Bahamas. Cô đã không lọt vào top 15 chung cuộc và kết thúc chuỗi 5 năm thành công của Mexico ở Hoa hậu Hoàn vũ, từ 2004 đến 2008.

## Hoa hậu Mexico 2009
Ngày 20 tháng 9 năm 2009, Carrillo đã trao vương miện cho Jimena Navarrete với danh hiệu Hoa hậu Hoàn vũ Mexico 2009.